# Autretot
Autretot ist eine Commune déléguée in der französischen Gemeinde Les Hauts-de-Caux mit 660 Einwohnern (Stand: 1. Januar 2022) im Département Seine-Maritime in der Region Normandie. Die Einwohner werden Autretotais genannt.
Die Gemeinde Autretot wurde am 1. Januar 2019 mit Veauville-lès-Baons zur Commune nouvelle Les Hauts-de-Caux zusammengeschlossen. Sie hat seither den Status einer Commune déléguée. Die Gemeinde Autretot gehörte zum Arrondissement Rouen und zum Kanton Yvetot. Sie war Mitglied des Gemeindeverbandes Région d’Yvetot.

## Geografie
Autretot liegt etwa 35 Kilometer nordwestlich von Rouen in der Landschaft Pays de Caux. Nachbargemeinden von Autretot waren Hautot-Saint-Sulpice im Norden und Nordosten, Veauville-lès-Baons im Osten, Baons-le-Comte im Süden und Südosten, Hautot-le-Vatois im Westen und Südwesten sowie Rocquefort im Nordwesten.

## Bevölkerungsentwicklung
| 1962                      | 1968 | 1975 | 1982 | 1990 | 1999 | 2006 | 2013 |
| ------------------------- | ---- | ---- | ---- | ---- | ---- | ---- | ---- |
| 351                       | 348  | 466  | 505  | 620  | 621  | 701  | 683  |
| Quelle: Cassini und INSEE |      |      |      |      |      |      |      |

## Sehenswürdigkeiten
- Kirche Notre-Dame aus dem 18. Jahrhundert